# Branko Špoljar
Branko Špoljar (né le 5 janvier 1914 à Zagreb, mort le 27 octobre 1985 dans la même ville) est un acteur yougoslave.

## Biographie
Špoljar écrit dans les années 1940 une pièce Winnetou en serbo-croate. Après quelques petites apparitions en Yougoslavie il joue des rôles de figurant dans les films inspirés de romans de Karl May des années 1960 coproduits avec l'Allemagne. Après plusieurs engagements, il continue à jouer dans des productions yougoslaves.

## Filmographie partielle
- 1944 : Lisinski
- 1956 : Traqué par les SS
- 1960 : Le Pont de la dernière chance
- 1962 : Le Trésor du lac d'argent
- 1963 : La Révolte des Indiens Apaches
- 1965 : Ključ
- 1966 : Le Jour le plus long de Kansas City
- 1967 : Flammes sur l'Adriatique
- 1968 : Le Trésor de la vallée de la mort
- 1969 : Slucajni zivot
- 1969 : Kad cujes zvona
- 1973 : La Cinquième Offensive
- 1972 : Little Mother
- 1971 : Le Voleur de chevaux
- 1973 : Die blutigen Geier von Alaska
- 1976 : La Nuit de la métamorphose (sous le nom de Rupcic)